# 8026 Johnmckay
8026 Johnmckay ((8026) 1991 JA1) là một tiểu hành tinh nằm ở rìa trong của vành đai chính. Nó được phát hiện bởi Eleanor F. Helin ở Đài thiên văn Palomar ở Quận San Diego, California, ngày 8 tháng 5 năm 1991.